# Billboardlistans förstaplaceringar 1998
Detta är en lista över 1998 års förstaplaceringar på Billboard Hot 100. 

## Listhistorik
| Datum        | Låt                                                                | Artist                   |
| 3 januari    | Something About the Way You Look Tonight / Candle In The Wind 1997 | Elton John               |
| 10 januari   | Something About the Way You Look Tonight / Candle In The Wind 1997 | Elton John               |
| 17 januari   | Something About the Way You Look Tonight / Candle In The Wind 1997 | Elton John               |
| 24 januari   | Something About the Way You Look Tonight / Candle In The Wind 1997 | Elton John               |
| 31 januari   | Together Again                                                     | Janet                    |
| 7 februari   | Together Again                                                     | Janet                    |
| 14 februari  | Nice and Slow                                                      | Usher                    |
| 21 februari  | Nice and Slow                                                      | Usher                    |
| 28 februari  | My Heart Will Go On                                                | Céline Dion              |
| 7 mars       | My Heart Will Go On                                                | Céline Dion              |
| 14 mars      | Gettin' Jiggy Wit It                                               | Will Smith               |
| 21 mars      | Gettin' Jiggy Wit It                                               | Will Smith               |
| 28 mars      | Gettin' Jiggy Wit It                                               | Will Smith               |
| 4 april      | All My Life                                                        | K-Ci and JoJo            |
| 11 april     | All My Life                                                        | K-Ci and JoJo            |
| 18 april     | All My Life                                                        | K-Ci and JoJo            |
| 25 april     | Too Close                                                          | Next                     |
| 2 maj        | Too Close                                                          | Next                     |
| 9 maj        | Too Close                                                          | Next                     |
| 16 maj       | Too Close                                                          | Next                     |
| 23 maj       | My All                                                             | Mariah Carey             |
| 30 maj       | Too Close                                                          | Next                     |
| 6 juni       | The Boy Is Mine                                                    | Brandy och Monica        |
| 13 juni      | The Boy Is Mine                                                    | Brandy och Monica        |
| 20 juni      | The Boy Is Mine                                                    | Brandy och Monica        |
| 27 juni      | The Boy Is Mine                                                    | Brandy och Monica        |
| 4 juli       | The Boy Is Mine                                                    | Brandy och Monica        |
| 11 juli      | The Boy Is Mine                                                    | Brandy och Monica        |
| 18 juli      | The Boy Is Mine                                                    | Brandy och Monica        |
| 25 juli      | The Boy Is Mine                                                    | Brandy och Monica        |
| 1 augusti    | The Boy Is Mine                                                    | Brandy och Monica        |
| 8 augusti    | The Boy Is Mine                                                    | Brandy och Monica        |
| 15 augusti   | The Boy Is Mine                                                    | Brandy och Monica        |
| 22 augusti   | The Boy Is Mine                                                    | Brandy och Monica        |
| 29 augusti   | The Boy Is Mine                                                    | Brandy och Monica        |
| 5 september  | I Don't Want to Miss a Thing                                       | Aerosmith                |
| 12 september | I Don't Want to Miss a Thing                                       | Aerosmith                |
| 19 september | I Don't Want to Miss a Thing                                       | Aerosmith                |
| 26 september | I Don't Want to Miss a Thing                                       | Aerosmith                |
| 3 oktober    | The First Night                                                    | Monica                   |
| 10 oktober   | The First Night                                                    | Monica                   |
| 17 oktober   | One Week                                                           | Barenaked Ladies         |
| 24 oktober   | The First Night                                                    | Monica                   |
| 31 oktober   | The First Night                                                    | Monica                   |
| 7 november   | The First Night                                                    | Monica                   |
| 14 november  | Doo Wop (That Thing)                                               | Lauryn Hill              |
| 21 november  | Doo Wop (That Thing)                                               | Lauryn Hill              |
| 28 november  | Lately                                                             | Divine                   |
| 5 december   | I'm Your Angel                                                     | R. Kelly och Céline Dion |
| 12 december  | I'm Your Angel                                                     | R. Kelly och Céline Dion |
| 19 december  | I'm Your Angel                                                     | R. Kelly och Céline Dion |
| 26 december  | I'm Your Angel                                                     | R. Kelly och Céline Dion |